# Хуршудян, Рипсиме Арменовна
Рипсиме Арменовна Хуршудян (арм. Հռիփսիմե Խուրշուդյան; род. 27 июля 1987, Касах, Наирийский район) — армянская тяжелоатлетка, многократная чемпионка Армении (2007—2010, 2014—2016), чемпионка Европы (2007). Мастер спорта Армении международного класса (2004).

## Биография
Родилась в селе Касах Наирийского района Армянской ССР. Её предки из Муша во время геноцида армян в Турции переселились сначала на территорию будущего Апаранского района, где проживали в селе Чамурлу (с 1946 по 1965 год - Касах), однако в 1965 году в связи с расширением Апаранского водохранилища село опустело, его жители переселились в новобразованный поселок при совхозе № 40, переименованный в 1970 году в Касах в честь упраздненного села. С 1972 года село Касах (новое) было в составе Наирийского района.
Начала заниматься тяжёлой атлетикой в 2000 году под руководством заслуженного тренера Армении Сармена Есаяна. В 2006 году стала призёром чемпионата Европы в польском городе Владиславово. На этом турнире она заняла третье место, но после дисквалификации за применение допинга российской спортсменки Валентины Поповой получила серебряную медаль.
В 2007 году Рипсиме Хуршудян завоевала титулы чемпионки Европы и мира среди юниоров и чемпионки Европы среди взрослых. В 2008 году её постигла неудача на чемпионате Европы в Линьяно. Она не смогла зафиксировать заявленный вес в рывке. Несмотря на победу в соревнованиях в толчке, этот срыв не позволил ей завоевать медаль, а сборной Армении увеличить количество олимпийских лицензий до двух. Тренерский штаб сборной Армении планировал отправить на Олимпийские игры в Пекине Мелине Далузян, но из-за острого приступа панкреатита эта спортсменка была вынуждена отказаться от участия в Олимпиаде, и в последний момент её заменила Рипсиме Хуршудян. Так как она не готовилась принять участие в этих соревнованиях, то не смогла выступить в свою силу и заняла только одиннадцатое место.
В 2009 году была серебряным призёром чемпионата Европы в Бухаресте и бронзовым призёром чемпионата мира в Кояне. В 2010 году из-за невозможности укладываться в рамки весовой категории до 75 кг она была вынуждена перейти в самую тяжёлую весовую категорию. Несмотря на то, что здесь ей пришлось конкурировать со спортсменками, которые значительно превосходили её по собственному весу, она смогла выиграть серебряную медаль чемпионата Европы в Казани, а на Олимпийских играх в Лондоне в упорной борьбе с действующей олимпийской чемпионкой из Кореи Чан Миран стала бронзовым призёром.
После этого успеха сделала в своей спортивной карьере длительный перерыв, связанный с вступлением в брак и рождением ребёнка. Возобновив тренировки и выступления на соревнованиях, постепенно набирала форму, ставя перед собой задачу вернуться на прежний уровень результатов к Олимпийским играм в Рио-де-Жанейро (2016). В апреле 2016 года на чемпионате Европы в Фёрде завоевала золотую медаль, повторив своё достижение девятилетней давности.
21 ноября 2016 года решением МОК из-за положительной допинг-пробы лишена бронзовой медали Олимпийских игр 2012 года.
Перепроверка допинг-пробы спортсменки, взятой на Олимпиаде 2008 года в Пекине, также дала положительный результат на наличие запрещённых препаратов. 15 мая 2019 года решением Международной федерации тяжелой атлетики Рипсиме Хуршудян лишена всех наград, начиная с 2008 года.
В Ереване, на чемпионате Европы 2023 года в категории до 87 кг завоевала бронзовую медаль с результатом 227 кг по сумме двух упражнений. В отдельных упражнениях также ей достались две малые бронзовые медали.
В феврале 2024 года на чемпионате Европы в Софии завоевала бронзовую медаль. По окончании соревнований армянская спортсменка заявила о завершении карьеры.

## Награды
- Медаль Мовсеса Хоренаци (24 декабря 2012 года) — за успехи, достигнутые на XXX летних Олимпийских играх, проходивших в Лондоне в 2012 году, а также за вклад, внесенный в развитие физической культуры и спорта[9]